# 田代純 (芸術工学者)
田代 純（たしろ じゅん、1949年8月5日 - ）は、日本の芸術工学・建築デザイン学者。大阪工業大学工学部空間デザイン学科（現：ロボティクス＆デザイン工学部空間デザイン学科）元教授、大学院空間デザイン学専攻元幹事。元滋賀県新旭町新エネルギービジョン策定委員。
専門は、芸術工学・デザイン論、建築デザイン・住空間デザイン・環境デザイン。

## 略歴
1974年九州芸術工科大学（現：九州大学芸術工学部）芸術工学部環境設計学科卒業。大阪芸術大学建築学科助教授などを経て、自身の建築設計事務所を設立・独立後、大阪工業大学工学部空間デザイン学科に着任。2006年同学科教授。2010年同大学院工学研究科空間デザイン学専攻幹事。2016年大阪工業大学退官。
大阪工業大学においては、特に2006年開設の工学部空間デザイン学科（2017年よりロボティクス＆デザイン工学部空間デザイン学科）での初期の芸術学と工学の融合教育（芸術工学）の育成に貢献した。
主な所属学会は、日本建築学会、日本都市計画学会など。
主な著書は、現代ハウジング用語事典（分担執筆、彰国社1993、学術書）、住環境の計画II - 住宅を計画する（共著、彰国社1987年、学術書）。
主な受賞は、第1回大地に還る住宅設計競技優秀賞(2000) 、第1回暖かな住空間デザインコンペティション優秀賞(1999)、第6回あたたかな住空間デザイン・コンペティション優秀賞(2004)。

## 主な研究
- 低層高密度住宅地での家づくりについて
- 住宅計画における需要者ニーズと計画の対応
- 千里ニュータウンの総合評価に関する調査研究
- 堺市民の住宅需要とまちづくりの基本方向に関する調査研究
- 二段階供給方式による分譲集合住宅の開発的研究 - 泉北桃山台公社分譲集合住宅基本設計

担当する空間デザイン学科研究室の学生が、日本建築学会・新建築社後援「第24回建築環境デザインコンペティション」2010で受賞（佳作賞）している。